# Condecoración Nuevos Libertadores
La Condecoración Nuevos Libertadores es un galardón creado el 11 de agosto de 1969 por la República de Colombia para reconocer el trabajo de "aquellas personas e instituciones que se distingan en promover y realizar actividades educativas a favor de los adultos que no tuvieron oportunidad de recibir una educación regular, y en la organización de las comunidades locales mediante las técnicas de la Acción Comunal".

## Galardonados
- 1969 Colegio José Max León
- 1970 Instituto Colsubsidio de Educación Femenina ICEF